# Common Reaction
 (septembre 2017).
Si vous disposez d'ouvrages ou d'articles de référence ou si vous connaissez des sites web de qualité traitant du thème abordé ici, merci de compléter l'article en donnant les références utiles à sa vérifiabilité et en les liant à la section « Notes et références ».
Albums de Uh Huh Her
Nocturnes
(2011)
Singles
1. Not a Love Song
Sortie : Juin 2008
2. Explode
Sortie : Juin 2008

Common Reaction est le premier album studio, sorti aux États-Unis le 19 août 2008, du duo de musique electropop californien Uh Huh Her, composé de Camila Grey, au chant, et Leisha Hailey, à la guitare et aux claviers.

## Présentation
Les deux chansons Explode et Say So ont, préalablement, été publiées sur l'EP I See Red (2007).
Le titre Explode est utilisé comme une bande sonore dans la série télévisée américaine The L Word (saison 5, épisode 3 : Lady of the Lake). L'apparition de la chanson est un hommage à Leisha Hailey, qui joue Alice dans cette série.
La morceau Dreamer est également utilisé dans les séries Smallville (saison 8, épisode 15) et Les Frères Scott (saison 6, épisode 7).
L'album se classe à la 9e place du Billboard Top Heatseekers.

## Liste des titres
Toutes les chansons sont écrites et composées par Camila Grey et Leisha Hailey, sauf annotation.
| 1.    | Not a Love Song                                        | 3:34 |
| 2.    | Explode                                                | 2:51 |
| 3.    | Wait Another Day                                       | 4:01 |
| 4.    | Common Reaction                                        | 4:02 |
| 5.    | Say So (Camila Grey, Leisha Hailey, Alicia Warrington) | 3:30 |
| 6.    | Covered                                                | 3:54 |
| 7.    | Everyone                                               | 3:37 |
| 8.    | Away from Here                                         | 3:23 |
| 9.    | So Long                                                | 2:42 |
| 10.   | Dance with Me                                          | 3:02 |
| 11.   | Dreamer                                                | 3:54 |
| 38:30 |                                                        |      |

| 12. | Not a Love Song (Morgan Page Remix) | 7:13 |

| 12. | Mystery Lights                      | 4:26 |
| 13. | Not a Love Song (Morgan Page Remix) | 7:15 |
|     | 'CD-ROM Video'                      |      |
|     | Not a Love Song                     |      |

### Vidéoclips
- Not a Love Song (2008)
- Explode (2008)

## Crédits
| - Camila Grey : frontman, claviers, synthétiseur, basse, guitare, boîte à rythmes - Leisha Hailey : chant, synthétiseur, guitare, basse - Brad Ackley : guitare - Al Clay : percussions, boîte à rythmes - Jordan Medina : batterie (live) | - Production, mixage, enregistrement : Alistair Clay - Production (additionnelle) et arrangements : Camila Grey - Édition digitale : Chris Galland - Enregistrement et mixage au Westside Pacific Studio |